# The Incredible Dr. Pol
The Incredible Dr. Pol (en español: El increíble Dr. Pol) es un reality estadounidense transmitido por Nat Geo Wild protagonizado por el veterinario estadounidense nacido en los Países Bajos Jan Pol, su familia y empleados residentes en la zona rural de Weidman, Míchigan. El tópico del programa, su reparto y su gran popularidad en la televisión por cable han sido calificados por Los Angeles Times como una mezcla extraña. La serie inició sus emisiones en 2011 y dos temporadas son producidas para la serie cada año, teniendo un total de 17 temporadas para agosto de 2020.

## Reparto

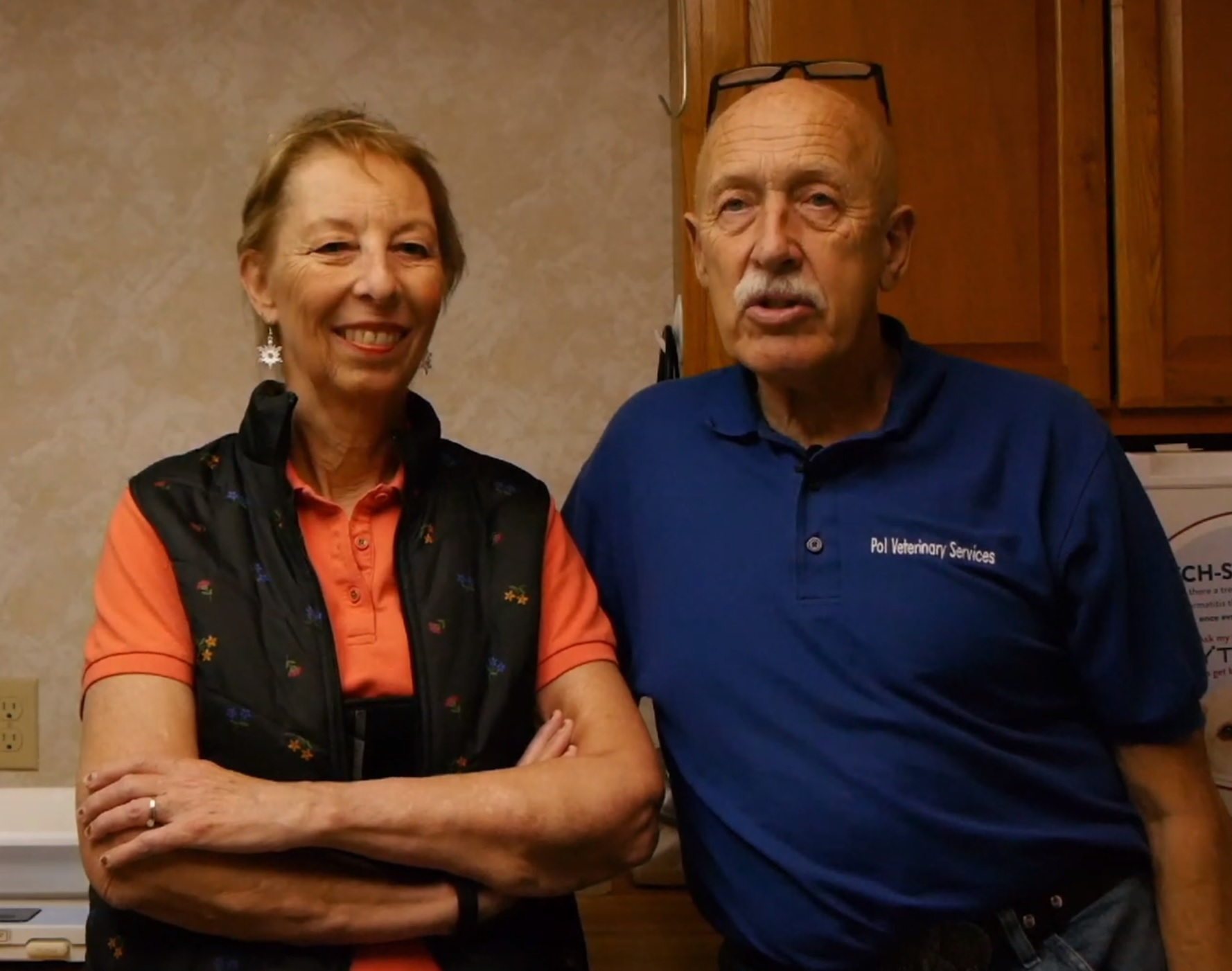
Diane y Jan Pol en 2019

- Jan Pol (Wateren, Países Bajos, 4 de septiembre de 1942)[5] es un veterinario estadounidense graduado de la Universidad de Utrecht. Se mudó con su esposa Diane a Harbor Beach, Míchigan, donde Pol trabajó para una clínica veterinaria durante más de diez años. Posteriormente, Pol se mudó a Weidman, donde fundó su propio negocio, Pol Veterinary Services, en 1981.[6][7][8] Debido a la poca disponibilidad de veterinarias para atención de emergencia en esta zona rural, las emergencias hacen parte vital del negocio de Pol.[9] Afirma haber atendido a más de diecinueve mil clientes durante sus años laborales. Pol asegura que a pesar de su edad, no puede jubilarse, debido a que no hay veterinarios que puedan suplir la demanda del cuidado de los animales de granja.[10]
- Diane Pol (Mayville, Míchigan, 1943), conoció a Jan Pol en 1961, cuando era un estudiante de intercambio en la Mayville High School. Diane posee una maestría en Lectura Especial y fue maestra en la Escuela Primaria Harbor Beach. Diane y Jan han estado casados por más de cincuenta años.[11]
- Charles Pol, graduado de la Universidad de Miami en Florida, 2003,[12] productor de la serie.[2][13]
- Brenda Grettenberger (Eaton Rapids, Míchigan, 1967) se graduó de la facultad de medicina veterinaria de la Universidad Estatal de Míchigan en 1992.[14]
- Emily Thomas (nacida en 1984 en Warner Robins, Georgia) se graduó de la facultad de medicina Veterinaria de la Universidad de Georgia en 2010. Emily dejó el programa en 2019 para trabajar en Virginia, durante un proceso de mudanza.[15]

## Producción

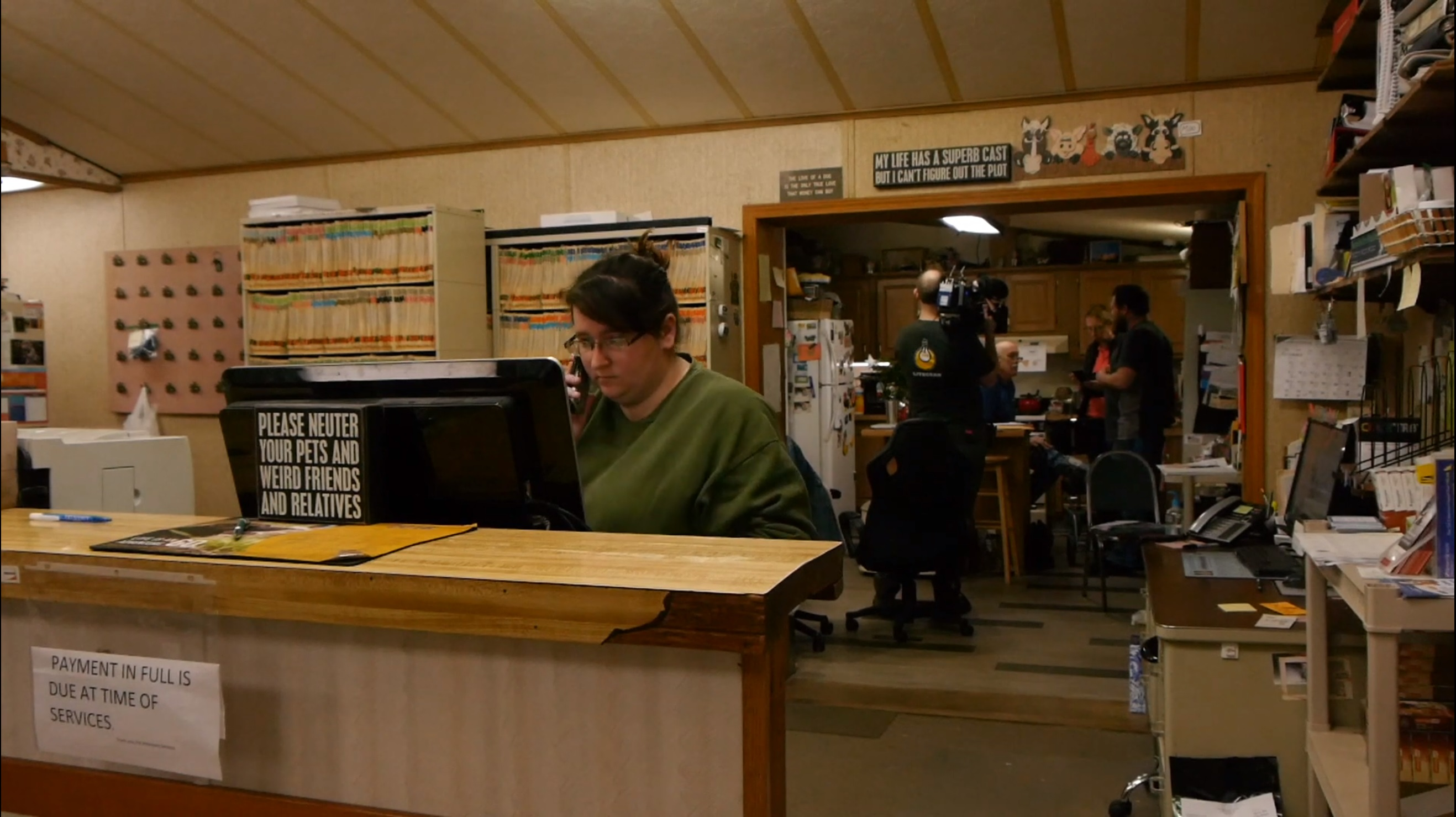
Foto de la filmación de The Incredible Dr. Pol en 2019

Pol se sorprendió al ver que el programa se convirtió en un éxito, «[el programa es] visto por todos: por todos los tipos de estilo de vida, por todas las edades, es un gran programa familiar, y creo que eso es lo fantástico». Pol da crédito a su hijo Charles, productor de la serie, quien la mostró al público en National Geographic. Según Pol, Charles le dijo: «Papá, haz tu trabajo. Eso es bastante interesante. No mires a la cámara, no hagas nada por la cámara». Pol continúa: «... no está escrito; es real».

## Controversias Legales
El programa ha recibido rechazo por parte de algunos miembros de la comunidad de veterinarios.

### Queja de 2010
La primera denuncia disciplinaria ante la Junta de Medicina Veterinaria de Míchigan fue presentada por una cliente porque su perra preñada había sobrepasado su fecha probable de parto, presentaba flujo vaginal, y Pol no había atendido las varias llamadas telefónicas que se le habían hecho solicitando atención urgente, lo que a su parecer significó la muerte de los cachorros.
El 26 de marzo del 2012 el Subcomité Disciplinario de la citada Junta resolvió que Pol no había cumplido con los estándares mínimos de práctica aceptable y predominante para la profesión veterinaria exigidos por el Estado de Míchigan, declarándolo culpable de negligencia en la atención veterinaria, sancionándolo con una multa de US $ 500, un año de libertad condicional y se le ordenó cursar una capacitación continua.
Esta sentencia no fue apelada ante los tribunales.

### Queja de 2014
En una escena de su programa de televisión aparece Pol operando de urgencia a un perro que había sido atropellado por un automóvil, ante lo cual una televidente (no los dueños de la mascota) que además era veterinaria se sintió disconforme porque la cirugía no se efectuó en un ambiente estéril, por lo que lo denunció disciplinariamente ante la Junta de Medicina Veterinaria de Míchigan.
En 2015 el Subcomité Disciplinario de la citada Junta resolvió que Pol había incumplido el estándar de atención veterinaria durante el curso de la intervención quirúrgica del perro atropellado, declarándolo culpable de negligencia e incompetencia en la cirugía de urgencia, sancionándolo con una multa de 500 dólares, un año en libertad condicional, y completar un curso que lo capacitara.
Sin embargo, en 2016, la sentencia del Subcomité fue revocada unánimemente (3:0) por la Corte de Apelaciones de Míchigan, la cual declaró que «los dueños del perro estaban contentos con los cuidados que se le habían brindado» y calificó la decisión de la Junta de Medicina Veterinaria como «arbitraria y caprichosa».
Asimismo la Corte de Apelaciones en dicha sentencia revocó la orden de libertad condicional para Pol, sosteniendo, entre otras cosas, que no había pruebas pertinentes de que hubiera una violación al estándar de atención veterinaria.
Tal fallo de la Corte despertó opiniones jurídicas favorables al actuar de Pol, basadas en la existencia de vulneraciones evidentes al debido proceso legal, incluyendo la vaguedad de los cargos, la falta de un estándar legal objetivo para el caso en particular, y por supuesto, la valoración inadecuada de las pruebas presentadas en relación con los cargos imputados a Pol. 
Sobre el particular el veterinario y abogado David Carser opinó que la decisión de la Corte se justificó plenamente porque en Míchigan no existe una ley que exija a los veterinarios realizar cirugías en condiciones estériles. “El tribunal determinó que no existe un requisito legal real en Michigan que determine que un veterinario debe realizar una cirugía en un ambiente estéril, usar guantes quirúrgicos, una bata, una mascarilla y un gorro durante la cirugía, proporcionar terapia intravenosa, usar tipos específicos de anestesia , o proporcionar formas específicas de tratamiento posoperatorio o de enfermería”, añadiendo que “por lo tanto, el tribunal determinó que no hay base legal para establecer una violación a una ley que no existe cuando no se cumplen las exigencias que propone el Subcomité Disciplinario”.
A mayor abundamiento, a finales de 2019, la Corte de Apelaciones de Míchigan, en una extenso dictamen, se pronunció sobre varias de las decisiones menores que la motivaron a tomar tal medida.

Adicionalmente en 2013 el presidente de la Cámara de Representantes de Míchigan, Kevin Cotter, presentó el proyecto de ley «House Bill 5176», cuyo fin es prohibir a las autoridades investigar informes de mala conducta o acusaciones «basadas en información obtenida de un programa de realidad». Jan Pol se declaró a favor del proyecto de ley, el cual fue remitido al Comité de Política de Salud de la Cámara de Representantes en diciembre de 2013, donde el proyecto de ley no prosperó y no se ha vuelto a presentar.
En esta coyuntura, el portavoz del Mackinac Center for Public Policy opinó que deberían ser los consumidores y el mercado, pero no el Gobierno, los que tengan el poder para tomar las decisiones relativas al cuidado de sus propios animales.